# Labidura riparia
Espèce
Labidura riparia, communément dénommé perce-oreille des plages est une espèce de perce-oreilles inoffensive de la famille des Labiduridae. Ils ont une couleur plus claire que la plupart des autres perce-oreilles, qui sont habituellement de couleur brune.
On les trouve à proximité des étangs, des lacs et des décharges près des bords de mer. L'espèce est attirée par la lumière, à l'instar de nombreux autres insectes. Ils émettent une odeur qui est souvent considérée comme extrêmement nauséabonde par de nombreuses personnes.
Le perce-oreille des plages mesure de 13 à 30 mm de long.
C'est une espèce cosmopolite, présente sur tous les continents excepté l'Antarctique, en raison de sa capacité à survivre dans l'eau.

## Galerie

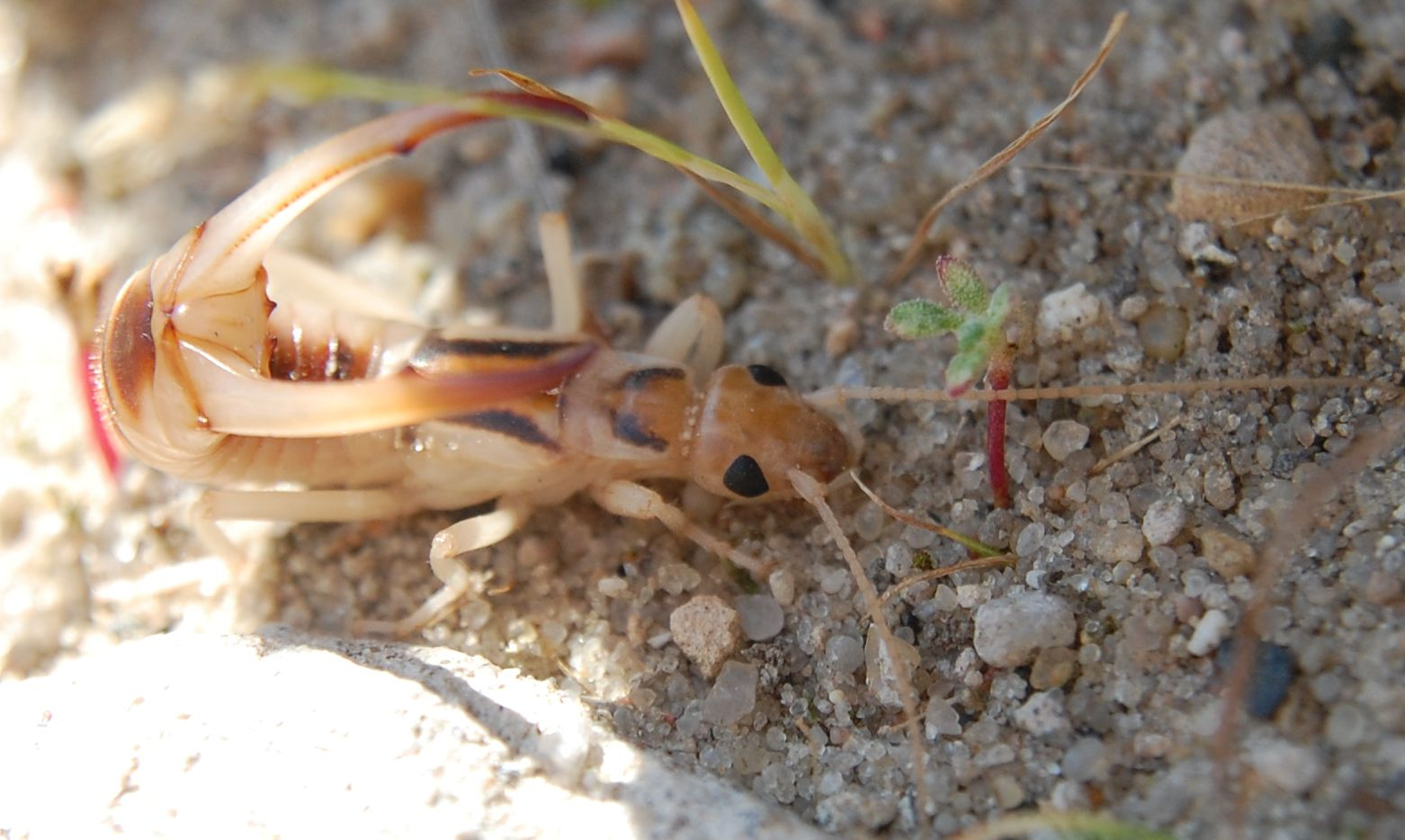
Mâle en position de défense
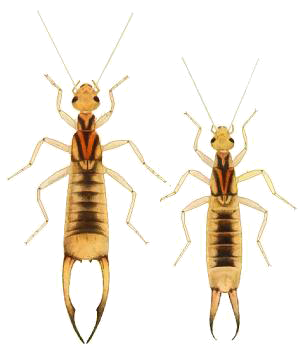
Mâle (à gauche) et femelle